# جیمی ژان لوئیس
جیمی ژان لوئیس (به انگلیسی: Jimmy Jean-Louis) (زاده ۸ اوت ۱۹۶۸) بازیگر هائیتی-آمریکایی است.
از کارهای معروف او می‌توان به بازی در فیلم بازی زندگی آن‌ها اشاره کرد.